# رادیو پیام
رادیو پیام از شبکه‌های رادیو صدای جمهوری اسلامی ایران است که در تاریخ ۱۴ آذر ۱۳۷۲ افتتاح شد. این رادیو به چهار موضوع اخبار، موسیقی، پیام‌های کوتاه در موضوعات مختلف و وضعیت ترافیک راه‌ها می‌پردازد، که سیاست پردازش به این موضوعات و تغییرات گستردهٔ این شبکه رادیویی در زمان مدیریت اسفندیار رحیم مشایی محقق گردید.

## تاریخچه
تاسیس رادیو پیام به تاریخ ۱۴ آذر ۱۳۷۲ بازمی‌گردد. این شبکه رادیویی در ابتدا به عنوان یک شبکه رادیویی محلی با هدف اطلاع‌رسانی عمومی برای شهر و استان تهران از طریق موج اف‌ام، فعالیت خود را آغاز کرد. از تاریخ ۱۲ بهمن ۱۳۷۲ و همزمان با سالگرد بازگشت آیت‌الله خمینی به ایران، پخش خبر سراسری در بخش‌های کوتاه از رادیو پیام آغاز شد و همزمان فرستنده موج متوسط این شبکه رادیویی برای پوشش مناطق مرکزی ایران افتتاح شد.
این شبکه که در ابتدا از ساعت ۶ الی ۲۱ پخش برنامه داشت، در ابتدای تابستان ۱۳۷۴ با افزودن بخش شبانگاهی، پخش برنامه‌ها را به ۲۰ ساعت در روز رساند و از ابتدای اردیبهشت ۱۳۷۵ به جمع رادیوهای ۲۴ ساعته پیوست.
از سال ۱۳۸۰ توسعه تدریجی رادیو پیام به صورت سراسری آغاز شد.

## برنامه‌ها
برنامه‌های رادیو پیام به ۶ بخش سحرگاهی، صبحگاهی، نیمروزی، عصرگاهی، شامگاهی و شبانگاهی تقسیم می‌شود. این بخش‌ها شامل بخش‌های خبری کوتاه ۳ دقیقه‌ای و ۵ دقیقه‌ای، پخش موسیقی‌ و ارائه پیام‌های کوتاه در موضوعات مختلف می‌شود.
وب‌سایت رادیو پیام، آرشیوی از تمام بخش‌های روزانه را با تفکیک بخش‌ها از هم و به صورت قطعات نیم ساعته، به مدت یک ماه نگهداری و ارائه می‌کند که برای یافتن محتوای مورد نظر کاربرد دارد.
همچنین در سرویس رادیو نمای این شبکه که از اواخر سال ۱۳۹۵ بر بستر تلویزیون دیجیتال، ماهواره و اینترنت در دسترس می‌باشد؛ تصاویر ارسالی مخاطبان به رادیو پیام در پویش‌های مختلف، آخرین خبرهای ایران و جهان از طریق خروجی‌های خبرگزاری‌ها (به‌صورت زیرنویس)، نیم صفحه اول روزنامه‌های صبح ایران، عکس‌های خبری تهیه شده توسط خبرگزاری‌ها و پایگاه‌های خبری کشور و تغییرات قیمت‌ها در بازارهای مالی به مخاطبان رادیو ارائه می‌شود.
این شبکه رادیویی به دلیل پوشش کامل اخبار سراسری ایران و پخش موسیقی ایرانی، در بین اقشار مختلف ایرانی طرفداران بسیاری دارد. درحال حاضر مهدی شهاب تالی این شبکه را اداره مبکند. از سایر مدیران اسبق این رادیو می‌توان به شهرام ملازاده، حمیدرضا مقدسی، مهرآسا معصومعلی، نسرین آبروانی، محمد جهانی و حسن خجسته باقرزاده اشاره کرد.

## رویدادها

### هک صدا و سیما
روز پنج‌شنبه ۷ بهمن ۱۴۰۰ رسانه‌های ایران از هک شدن چند شبکه صدا و سیمای جمهوری اسلامی از جمله رادیو پیام خبر دادند که برای لحظاتی تصاویری از مریم رجوی و مسعود رجوی از رهبران سازمان مجاهدین خلق و تصویری از سید علی خامنه‌ای با ضربدر قرمز که روی آن شعار «مرگ بر خامنه‌ای، درود بر رجوی» دیده می‌شد، همراه با صدای مردی که شعار می‌داد «درود بر رجوی، مرگ بر خامنه‌ای» به مدت ۱۰ ثانیه پخش شد.